# Russian Holiday
Russian Holiday är hårdrockssångarens Blaze Bayleys första EP. Det är det första albumet från Bayley som endast består av akustisk musik.

## Låtlista
1. "Stealing Time" - 4:57
2. "Russian Holiday" - 4:19
3. "Soundtrack of my Life" - 5:17
4. "One More Step" - 3:30
5. "Sign of the Cross" - 10:02

## Medlemmar
- Blaze Bayley - sång
- Thomas Zwijsen - gitarr